# (5544) Kazakov
(5544) Kazakov est un astéroïde de la ceinture principale.

## Description
(5544) Kazakov est un astéroïde de la ceinture principale. Il fut découvert le 2 octobre 1978 à Naoutchnyï par Lioudmila Jouravliova. Il présente une orbite caractérisée par un demi-grand axe de 2,69 UA, une excentricité de 0,11 et une inclinaison de 13,2° par rapport à l'écliptique.

## Compléments